# Rebelde y solitario
Rebelde y solitario era una telenovela argentina producida y dirigida para ATC (hoy Televisión Pública) en 1982. Fue protagonizada por Mariana Karr y Raúl Taibo. Además contó con las participaciones estelares de Marta Albertini, Érika Wallner, Antonio Caride, Gerardo Romano, Boris Rubaja y Andrea Tenuta.

## Argumento
Una mujer madura, directora de una revista de modas, desea conquistar a un joven fotógrafo. Para lograrlo, deberá competir con su hija, que también está enamorada del muchacho.

## Elenco
- Mariana Karr - Lila
- Raúl Taibo - Lucho
- Marta Albertini - Cecilia
- Érika Wallner - Sandra
- Marta Albonece - Clara
- Antonio Caride - Alejandro
- Gerardo Romano - Martín
- Boris Rubaja - Mario
- Andrea Tenuta - Silvia
- Graciela Cohen - Susana
- Patricia de Biaggi - Fernanda
- Enrique Fava - Abelardo
- Raúl Lavié - Rafael
- Edgardo Moreira - Roberto
- Pablo Rago - Andrés
- Juan Manuel Tenuta - Ramiro
- Lilly Vicet - Eleonora

## Equipo de producción
- Historia: Sergio De Cecco
- Dirección: Manuel Vicente
- Productor: Enrique Trobbiani